# De fördömdas drottning
De fördömdas drottning (engelska: Queen of the Damned) är en amerikansk-australiensisk långfilm från 2002 i regi av Michael Rymer, med Aaliyah, Stuart Townsend och Lena Olin i rollerna.

## Handling
Man får följa vampyren Lestat de Lioncourt när han vaknar upp efter en lång sömn och bestämmer sig för att bli rockstjärna. Med sin musik väcker Lestat andra vampyrer, inklusive alla vampyrers moder; Akasha. Akasha vill härska över världen med Lestat som sin följeslagare, men de vampyrer som inser faran med detta ger sig inte utan en kamp.

## Om filmen
De fördömdas drottning är den tredje boken i "Vampyrkrönikan" av Anne Rice. Vid filmatiseringen slogs "Nattens furste" (den andra boken i "Vampyrkrönikan") och "De fördömdas drottning" ihop och därför skiljer sig filmatiseringen från de två böckerna.
Akasha spelas av bortgångna Aaliyah och Lestat spelas av Stuart Townsend, men i filmatiseringen En vampyrs bekännelse spelades rollen av Tom Cruise.

## Rollista
| Aaliyah           | – Queen Akasha        |
| Stuart Townsend   | – Lestat de Lioncourt |
| Marguerite Moreau | – Jesse Reeves        |
| Vincent Perez     | – Marius de Romanus   |
| Paul McGann       | – David Talbot        |
| Lena Olin         | – Maharet             |
| Christian Manon   | – Mael                |
| Claudia Black     | – Pandora             |
| Bruce Spence      | – Khayman             |
| Matthew Newton    | – Armand              |
| Tiriel Mora       | – Roger               |
| Megan Dorman      | – Maudy               |
| Johnathan Devoy   | – James               |
| Robert Farnham    | – Alex                |
| Conrad Standish   | – T.C.                |

## Musik
- Forsaken framförd av David Draiman från Disturbed
- Redeemer framförd av Marilyn Manson
- System framförd av Chester Bennington från Linkin Park
- Slept So Long, framförd av Jay Gordon från Orgy
- Not Meant For Me, framförd av Wayne Static från Static-X
- Body Crumbles framförd av Dry Cell
- Cold framförd av Static-X
- Dead Cell framförd av Papa Roach
- Stay Down framförd av Candyhateful
- Excess framförd av Tricky
- Invitation framförd av Robin Casinader
- After framförd av Wide Open Cage
- Temptation framförd av Sasha Lazard och E-Day
- Headstrong framförd av Earshot
- Penetrate framförd av Godhead
- Down with the Sickness framförd av Disturbed
- Change (In the House of Flies) framförd av Deftones
- Before I'm Dead framförd av Kidney thieves